# プレプレ!しあわせ生活研究所
プレプレ!しあわせ生活研究所（せいかつけんきゅうしょ）は北海道テレビ放送（HTB）が放送していたローカル情報番組。

## 概要
2000年7月6日放送開始。毎週木曜11時00分から30分の放送、2001年7月6日より金曜の放送に。年末は1時間の拡大放送となることがあった。
カウボーイ (スーパーマーケット)オリジナルの開発食品や産地や工場を訪ね歩き、取材・番組の放送を通して厳選した「こだわり」の商品を紹介した。プレゼントや通信販売の紹介もした。
2002年8月30日放送終了。

## 出演者
- 若林佳生（しあわせ生活研究所所長）

## 放送時間
- 木曜　11時00分　-　11時30分
- 金曜　11時00分　-　11時30分